# (5976) Kalatajean
(5976) Kalatajean est un astéroïde de la ceinture principale.

## Description
(5976) Kalatajean est un astéroïde de la ceinture principale. Il fut découvert le 25 septembre 1992 à Harvard par l'Observatoire Oak Ridge. Il présente une orbite caractérisée par un demi-grand axe de 2,68 UA, une excentricité de 0,14 et une inclinaison de 13,4° par rapport à l'écliptique.

## Compléments